# Союз эгоистов
Сою́з эгои́стов — понятие из философии эгоистического анархизма, которое понимается как добровольное и несистематическое объединение, являющееся альтернативой государству.
Союз понимается как отношения между эгоистами, или индивидами, которые постоянно возобновляются при поддержке всех сторон посредством волевого акта. Союз не является воплощением власти над собственной волей человека, а является добровольным отношением, которое подчинено воле его членов.

## История

### Единственный и его собственность
Эгоисти́ческий анархи́зм (иногда просто ана́рхо-эгои́зм) — анархическое учение, наиболее подробно описанное Максом Штирнером в его работах. Основные идеи — отторжение всех форм ограничений индивида, включая идею общественных норм и ценностей. Близко к этическому солипсизму.

Макс Штирнер в своей главной работе «Единственный и его собственность» заявляет о том, что государство является одной из главных форм ограничений и угнетений индивида, и призывает уничтожить его, а на его месте создать союзы эгоистов:
«Моральность несовместима с эгоизмом, потому что первая значима не для меня, а только для Человека во мне. Но если Государство является обществом людей, а не союзом эгоистов, каждый из которых имеет перед глазами только самого себя, то оно не может существовать без морали и должно настаивать на морали. Поэтому мы двое, Государство и я, — враги. Меня, эгоиста, не заботит благополучие этого „человеческого общества“, Я ничем не жертвую для него, я только использую его; но чтобы иметь возможность использовать его полностью, я превращаю его скорее в свою собственность и свое творение, то есть уничтожаю его и образую на его месте Союз Эгоистов». 
Штирнер устанавливает и другие оппозиции в том же духе: 
Христианский народ создал два общества, продолжительность которых будет равна постоянству этого народа: Государство и Церковь. Можно ли их назвать союзом эгоистов? Они преследуют эгоистический, личный, собственный интерес, или мы преследуем народный (то есть интерес христианского народа), а именно государственный и церковный интерес? Могу ли я и могу ли я быть в них самим собой? Могу ли я думать и действовать, как хочу, могу ли я раскрыть себя, прожить себя, заняться собой? Разве я не должен оставить нетронутым величие государства, святость церкви? Что ж, я не могу сделать это так, как хочу. Но найду ли я, в каком обществе есть такая неизмеримая свобода действий? Конечно, нет! Соответственно, мы могли бы быть довольны? Ни капельки! Другое дело, отталкиваюсь ли я от эго или от народа, это обобщение. […] Ибо Государство — это также общество, а не союз.
Союз эгоистов в экономике в теории будет схож по механизму с профсоюзом:
«Если люди достигнут точки потери уважения к собственности, собственность будет принадлежать каждому, поскольку все рабы станут свободными людьми, как только они перестанут уважать хозяина как хозяина. Союзы тогда и в этом вопросе умножат средства человека и обеспечат безопасность его подвергшейся нападению собственности».
Анархо-эгоисты утверждают, что эгоизм будет способствовать подлинному и спонтанному союзу между индивидами. Штирнер считал, что только такая форма организации не будет посягать на власть индивида, не оказывая ни морального влияния, ни юридического ограничения.

### Элементы Союза эгоистов
По мнению Штирнера, взаимность и то, что он называет «общением», являются важными элементами Союза эгоистов: 
Подобно залу, тюрьма действительно формирует общество, товарищество, общность (например, общность труда), но нет общения, нет взаимности, нет союза. Напротив, каждый профсоюз в тюрьме несет в себе опасное семя «заговора», которое при благоприятных обстоятельствах может взойти и принести плоды.
Союзы эгоистов также являются объединениями с активной волей участника: 
Но война скорее может быть объявлена против самого истеблишмента, государства, а не против конкретного государства, не против чего-либо такого, что является простым состоянием государства в данный момент; это не другое государство (например, «народное государство»), к которому стремятся люди, но их союз, объединение, это вечно изменчивое объединение всего стоящего. Государство существует даже без моего участия: я родился в нём, вырос в нём, у меня есть обязательства перед ним, и я должен «отдавать ему дань уважения». Оно принимает меня в свою «милость», и я живу по его «милости». […] Теперь граждане прилагают все усилия, чтобы установить абстрактное, безжизненное единство бытия; но те, кто владеет собой, собираются бороться за единство, к которому стремятся по своей собственной воле, за союз. […] В этом сочетании я не вижу ничего, кроме умножения моей силы, и я сохраняю его только до тех пор, пока это моя умноженная сила. Но, таким образом, это — союз. Ни естественная связь, ни духовная не скрепляют союз, и это не естественный, не духовный союз.

### Чем не является Союз эгоистов
Отношения между эгоистами должны быть достаточно гибкими, чтобы их можно было завершить по желанию участника. Союз эгоистов перестаёт теряет единство и сплочённость при определённых условиях: 
Партия перестает быть союзом в тот самый момент, когда она делает определённые принципы обязательными и желает застраховать их от нападок; но этот момент и есть самый акт рождения". Как партия, она уже есть рождённое общество, мертвый союз, закрепившаяся идея. Как партия абсолютизма, она не может желать, чтобы её члены сомневались в неопровержимой истинности этого принципа; они могли бы лелеять это сомнение только в том случае, если бы они были достаточно эгоистичны, чтобы желать по-прежнему быть чем-то вне своей партии, то есть беспартийными. Беспартийными они не могут быть как партийные люди, а только как эгоисты. […] Распад общества есть новое общение или союз конечно, возникает и благодаря соединению, но лишь тогда, когда фиксированная идея возникает благодаря мысли, а именно, через исчезновение энергии мысли (самого мышления, этого беспокойного отбрасывания назад всех мыслей, которые закрепились) из мысли: если союз [Verein] кристаллизовался в общество, то он перестал быть коалицией [Vereinigung]; ибо коалиция есть непрерывное самообъединение; оно стало единством, замерло, выродилось в неподвижность; оно — мертво как союз, оно — труп союза или коалиции, то есть оно — общество, или же община. […] Вы объединяете всю свою силу, свою компетентность и заставляете себя считаться с собой; в обществе вы работаете со своей рабочей силой; в первом вы живете эгоистично, во втором — по-человечески, то есть религиозно, как «член тела Господа»; обществу вы обязаны тем, что вы имеете, и обязаны быть связанными с ним долгом, — принадлежите «социальными обязанностями»; союз, который вы используете, и отказываетесь от него бескорыстно и неверно, когда не видите возможности использовать его дальше. 
Штирнер признаёт, что «полная свобода» невозможна, но он видит, что Союз эгоистов — это самая свободная форма объединения, какая только может быть: 
Ограничение свободы повсюду неизбежно, ибо нельзя избавиться от всего, нельзя летать как птица только потому, что хочется так летать, ибо нельзя освободиться от собственного веса… Союз, несомненно, предложит большую степень свободы, а также (и особенно потому, что благодаря ему можно избежать всякого принуждения, свойственного государственной и общественной жизни) допускают, чтобы их считали «новой свободой», но тем не менее в ней будет ещё достаточно несвободы и непроизвольности, ибо её цель не в этом — свобода (которую она, напротив, приносит в жертву собственности), а только собственность.

### Союзы эгоистов на практике
Штирнер также продолжает приводить конкретные примеры того, что он считал бы союзами эгоистов: 
Действительно, было бы другое дело, если бы Гесс хотел видеть эти самые союзы эгоистов не на бумаге, а в жизни. Фауст оказывается в эпицентре такого единения, когда восклицает: «Здесь я человек, здесь я могу быть человеком» — Гете говорит это чёрным по белому. Если бы Гесс внимательно наблюдал за реальной жизнью, которой он так дорожит, он увидел бы сотни таких союзов эгоистов, некоторые из которых быстро проходят, другие длятся долго. Возможно, в этот самый момент несколько детей собрались вместе прямо за его окном для дружеской игры. Если он посмотрит на них, то увидит игривый союз эгоистов. Возможно, у Гесса есть друг или возлюбленная; тогда он знает, как одно сердце находит другое, как их два сердца эгоистично объединяются, чтобы радовать (наслаждаться) друг другом, и как никто в этом «не проигрывает». Возможно, он встречает на улице нескольких хороших друзей, и они просят его пойти с ними в таверну выпить вина; идет ли он с ними в качестве одолжения или «объединяется» с ними, потому что это сулит удовольствие? Должны ли они сердечно поблагодарить его за «жертву», или они знают, что все вместе они ненадолго образуют «эгоистический союз»?

### Мифы о Союзе эгоистов
В своей работе «Критики Штирнера» Штирнер намеревался ответить на критику важных тезисов, выдвинутых в «Единственном и его собственности». В нём Штирнер склонен говорить о себе в третьем лице. Он определяет Союз эгоистов следующим образом: 
Эгоизм, как его использует Штирнер, не противостоит ни любви, ни мышлению; он не враг сладкой жизни в любви, ни преданности и самопожертвования; он не враг интимной теплоты, но он также не враг критики, ни о социализме, ни, короче говоря, о каком-либо действительном интересе. Это не исключает никакого интереса. Она направлена только против бескорыстия и неинтересного; не против любви, но против священной любви, не против мысли, но против священной мысли, не против социалистов, но против священных социалистов и т. д. «Исключительность» эгоиста, которую некоторые хотят выдать за изоляцию, разъединение, одиночество, напротив, является полным участием в интересном путем исключения неинтересного.
В этой же работе Штирнер исправляет то, что он считает неверной интерпретацией его идеи Союза эгоистов немецким писателем-социалистом Моисеем Гессом. Он обвиняет Гесса в желании охарактеризовать Союзы эгоистов как «совершенно обычную оппозицию либеральной буржуазии, которая возлагает вину на государство, когда люди впадают в нищету и голодают». Вместо этого он поправляет его, говоря, что это «союз, в котором большинство участников обмануты в отношении своих самых естественных и очевидных интересов, союз эгоистов? Собираются ли „эгоисты“ вместе там, где один является рабом или крепостным? В таком обществе, правда, есть эгоисты, и в этом смысле его можно было бы в некоторых отношениях назвать „союзом эгоистов“, но рабы на самом деле не искали этого общества от эгоизма, а вместо этого в своих эгоистических сердцах против этих прекрасных „союзов“, как их называет Гесс».

## Интерпретации теории
Учёный Эндрю Карлсон утверждает, что в этом Союзе эгоистов людей удерживала бы вместе взаимная выгода за счёт совместного «использования» друг друга. Вступая в Союз, индивид увеличивает свою собственную индивидуальную власть — каждый человек мог бы контролировать то, что в его силах. Однако это не означает, что существовал бы регион всеобщей алчности и вечной резни, и это не означает обладания властью над другими, поскольку каждый человек защищал бы свою собственную уникальность. Карлсон считает, что как только человек достигнет самореализации истинного эгоизма, он не захочет править другими или владеть большим количеством имущества, чем ему нужно, потому что это разрушило бы его независимость. Карлсон рассматривает Союз эгоистов, по сути, как неформальную группу, в которую участники добровольно вступают ради личной выгоды. Поскольку ни один человек не имеет обязательств перед группой, они могут уйти, если она перестаёт служить их интересам, что делает выгоду взаимной для всех членов. В то время как индивиды при коммунизме обязаны друг другу в обществе, при эгоизме они обязаны только самим себе. Штирнер рассматривал это как противоположность государству, правительствам или обществу, которые могут использовать индивида для собственной выгоды, не принося ему пользы и не действуя в его интересах на самом деле.
В своём предисловии к изданию «Единственного и его собственности» 1907 года Джеймс Л. Уокер сказал: «В Штирнере мы находим философское обоснование политической свободы. Его интерес к практическому развитию эгоизма, ведущему к распаду государства и объединению свободных людей, ясен и ярко выражен и прекрасно согласуется с экономической философией Джосайи Уоррена. Несмотря на разницу в темпераменте и языке, между Штирнером и Прудоном существует существенное согласие. Каждый хотел бы быть свободным и видит в каждом увеличении числа свободных людей и их интеллекта вспомогательную силу против угнетателя».

Идея союза эгоистов была истолкована в сексуальном смысле французскими и испанскими анархо-индивидуалистами начала XX века. Каталонский историк Ксавье Диес пишет: 
«В этом смысле теоретические позиции и жизненный опыт французского индивидуализма являются глубоко иконоборческими и скандальными даже в либертарианских кругах. Призыв к нудистскому натуризму, решительная защита методов контроля над рождаемостью, идея „союзов эгоистов“ с единственным оправданием сексуальных практик, которые попытаются реализовать на практике, не без трудностей, установят образ мыслей и действий и приведут к симпатии у некоторых, и сильное неприятие со стороны других». 
Главным теоретиком этой интерпретации эгоистического анархизма был французский анархо-индивидуалист Эмиль Арман в том, что он называл «любовным товариществом».

Объясняя свою концепцию иммедиатизма, постлевый анархист мыслитель Хаким Бей сравнивает идею союза эгоистов с идеями других мыслителей:
Проникновение чудесного в повседневную жизнь — создание «ситуаций» — относится и к «материальному телесному принципу», и к воображению, и к живой ткани настоящего… Индивид, осознающий эту непосредственность, может до некоторой степени расширить круг удовольствий, просто пробудившись от гипноза «призраков» (как Штирнер называл все абстракции); и все же большего можно достичь с помощью «преступления»; и ещё большего — удвоением Себя в сексуальности. От «Союза владеющих собой» Штирнера мы переходим к кругу «Свободных духов» Ницше, а оттуда к «Пассионарному ряду» Шарля Фурье, удваивая и удваивается самих себя, даже когда Другой умножает себя в эросе группы.
Говоря о своей концепции постоянной автономной зоны в своей книге «Временная автономная зона», Хаким Бей сравнивает её с концепцией взаимопомощи Петра Кропоткина. Он говорит, что "лицом к лицу группа людей объединяет свои усилия для реализации взаимных желаний, будь то вкусная еда и развлечение, танцы, беседа, искусство жизни; возможно, даже для эротического удовольствия, или для создания совместного произведения искусства, или для достижения того самого блаженства —короче говоря, «союз эгоистов» (как выразился Штирнер) в его простейшей форме — или, по выражению Кропоткина, базовое биологическое стремление к «взаимопомощи».